# Rosegarden Funeral Party
Rosegarden Funeral Party je americká rocková hudební skupina. Pochází z Dallasu v Texasu, kde vznikla v roce 2016. Název kapely vznikl spojením titulů písní „Rosegarden Funeral of Sores“ od velšského hudebníka Johna Calea a „Funeral Party“ anglické kapely The Cure. Původně se však jmenovala SWAY, ale tohoto názvu se musela vzdát, neboť jej již používali jiní hudebníci. V březnu 2018 skupina vydala své první šestipísňové extended play s názvem The Chopping Block. V té době rovněž vydala záznam z koncertu nazvaný Live Last Night: Live from the Double Wide in Dallas. Také vydala několik singlů a videoklipů, včetně „Horror Music“, „Blitzkrieg in Holland“ a „Once in a While“. V roce 2018 skupina získala cenu Dallas Observer Music Awards. V čele skupina stojí zpěvačka a kytaristka Leah Lane, kterou doprovází další hudebníci.
V květnu 2023 kapela vystoupila v Praze, kvůli osobním problémům však pouze coby duo (Leah Lan a bubeník Dean Adams).

## Diskografie
- The Chopping Block (2018) EP
- Live Last Night: Live from the Double Wide in Dallas (2018) koncertní album
- Martyr (2019)
- Once in a While (2019) EP
- At the Stake (2020) EP
- In the Wake of Fire (2022)
- Take Cover (2022)
- From the Ashes (2024)